# Селище (Княжицкий сельсовет)
Се́лище (бел. Селішча) — деревня в составе Княжицкого сельсовета Могилёвского района Могилёвской области Республики Беларусь.

## Географическое положение
Ближайшие населённые пункты: Лужки-1, Езерище, Толпечицы.

## Население
- 1999 год — 83 человека
- 2010 год — 66 человек